# Olbia-Tempio (provins)
Provinsen Olbia-Tempio (it. Provincia di Olbia-Tempio) var en provins i regionen Sardinien i Italien. Byerne Olbia og Tempio Pausania var provinsens hovedbyer.
Der var 138.334 indbyggere ved folketællingen i 2001.

## Geografi
Provinsen Olbia-Tempio grænser til:
- i nord og øst mod havet – strædet mellem Sardinien og Korsika samt Tyrrhenske hav,
- i syd mod provinsen Nuoro og
- i vest mod provinsen Sassari.

40°53′59″N 9°16′46″Ø / 40.89983°N 9.2795°Ø